# Гран-при Лаллы Мерьем
Гран-при Лаллы Мерьем — женский профессиональный международный теннисный турнир, проходящий весной в Рабате (Марокко) на открытых грунтовых кортах. Относится к серии WTA 250 с призовым фондом около 275 тысяч долларов и турнирной сеткой, рассчитанной на 32 участницы в одиночном разряде и 16 пар.

## Общая информация
Марокканский турнир WTA основан в 2001 году в Касабланке и назван в честь принцессы Лаллы Мерьем, сестры Мухаммеда VI, тогдашнего короля Марокко. Накануне сезона-2005 соревнование было перемещено в Рабат, а ещё через два года — в Фес. В 2013 году турнир вновь поменял место проведения, переехав в Марракеш. В 2016 году турнир вновь понял прописку, вернувшись в Рабат. Первые два соревнования прошли во время летней грунтовой серии, а с сезона-2003 турнир перемещён на весну.
Победительницы и финалистки
Состав турнира весьма сильно меняется от розыгрыша к розыгрышу и крайне редко одной теннисистке, добравшейся до финала данных соревнований, удавалось затем повторить это достижение. В одиночном разряде лишь двоим — Анабель Медине Гарригес и Симоне Халеп — удалось дважды сыграть в решающем матче. В парном разряде многократные участия в финале одной спортсменки случались чаще. Тимее Бабош удалось выиграть три титула, а Андреа Главачкова и Эмили Луа одержали по две победы. Из-за подобной особенности соревнования турнир неоднократно имел т. н. «абсолютную» чемпионку — одной теннисистке покорялся и одиночный и парный титул: первой такой спортсменкой стала Патриция Вартуш, а затем её достижение повторяли Эмили Луа и Анабель Медина Гарригес.

## Финалы турнира
| Год        | Чемпионка                                 | Финалистка                                | Счёт                                      |                                           |
| ---------- | ----------------------------------------- | ----------------------------------------- | ----------------------------------------- | ----------------------------------------- |
| Рабат      |                                           |                                           |                                           |                                           |
| 2025       | Майя Джойнт                               | Жаклин Кристиан                           | 6-3 6-2                                   |                                           |
| 2024       | Пейтон Стернс                             | Маяр Шериф                                | 6-2 6-1                                   |                                           |
| 2023       | Лючия Бронцетти                           | Юлия Грабер                               | 6-4 5-7 7-5                               |                                           |
| 2022       | Мартина Тревизан                          | Клер Лю                                   | 6-2 6-1                                   |                                           |
| 2021       | Не проводился из-за пандемии коронавируса | Не проводился из-за пандемии коронавируса | Не проводился из-за пандемии коронавируса | Не проводился из-за пандемии коронавируса |
| 2020       | Не проводился из-за пандемии коронавируса | Не проводился из-за пандемии коронавируса | Не проводился из-за пандемии коронавируса | Не проводился из-за пандемии коронавируса |
| 2019       | Мария Саккари                             | Йоханна Конта                             | 2-6 6-4 6-1                               |                                           |
| 2018       | Элизе Мертенс                             | Айла Томлянович                           | 6-2 7-6(4)                                |                                           |
| 2017       | Анастасия Павлюченкова                    | Франческа Скьявоне                        | 7-5 7-5                                   |                                           |
| 2016       | Тимея Бачински                            | Марина Эракович                           | 6-2 6-1                                   |                                           |
| Марракеш   |                                           |                                           |                                           |                                           |
| 2015       | Элина Свитолина                           | Тимея Бабош                               | 7-5 7-6(3)                                |                                           |
| 2014       | Мария Тереса Торро Флор                   | Ромина Опранди                            | 6-3 3-6 6-3                               |                                           |
| 2013       | Франческа Скьявоне                        | Лурдес Домингес Лино                      | 6-1 6-3                                   |                                           |
| Фес        |                                           |                                           |                                           |                                           |
| 2012       | Кики Бертенс                              | Лаура Поус Тио                            | 7-5 6-0                                   |                                           |
| 2011       | Альберта Брианти                          | Симона Халеп                              | 6-4 6-3                                   |                                           |
| 2010       | Ивета Бенешова                            | Симона Халеп                              | 6-4 6-2                                   |                                           |
| 2009       | Анабель Медина Гарригес                   | Екатерина Макарова                        | 6-0 6-1                                   |                                           |
| 2008       | Хисела Дулко                              | Анабель Медина Гарригес                   | 7-6(2) 7-6(5)                             |                                           |
| 2007       | Милагрос Секера                           | Александра Возняк                         | 6-1 6-3                                   |                                           |
| Рабат      |                                           |                                           |                                           |                                           |
| 2006       | Меган Шонесси                             | Мартина Суха                              | 6-2 3-6 6-3                               |                                           |
| 2005       | Нурия Льягостера Вивес                    | Чжэн Цзе                                  | 6-4 6-2                                   |                                           |
| Касабланка |                                           |                                           |                                           |                                           |
| 2004       | Эмили Луа                                 | Людмила Черванова                         | 6-2 6-2                                   |                                           |
| 2003       | Рита Гранде                               | Антонелла Серра-Дзанетти                  | 6-2 4-6 6-1                               |                                           |
| 2002       | Патриция Вартуш                           | Клара Коукалова                           | 5-7 6-3 6-3                               |                                           |
| 2001       | Жофия Губачи                              | Мария Елена Камерин                       | 1-6 6-3 7-6(5)                            |                                           |

| Год  | Чемпионки                                      | Финалистки                                      | Счёт                                      |                                           |
| ---- | ---------------------------------------------- | ----------------------------------------------- | ----------------------------------------- | ----------------------------------------- |
| 2025 | Майя Джойнт Оксана Калашникова                 | Анжелика Морателли Камилла Розателло            | 6-3 7-5                                   |                                           |
| 2024 | Яна Сизикова (2) Ирина Хромачёва               | Анна Данилина Сюй Ифань                         | 6-3 6-2                                   |                                           |
| 2023 | Сабрина Сантамария Яна Сизикова                | Ингрид Гамарра Мартинс Лидия Морозова           | 3-6 6-1 [10-8]                            |                                           |
| 2022 | Макото Ниномия Эри Ходзуми                     | Моника Никулеску Александра Панова              | 6-7(7) 6-3 [10-8]                         |                                           |
| 2021 | Не проводился из-за пандемии коронавируса      | Не проводился из-за пандемии коронавируса       | Не проводился из-за пандемии коронавируса | Не проводился из-за пандемии коронавируса |
| 2020 | Не проводился из-за пандемии коронавируса      | Не проводился из-за пандемии коронавируса       | Не проводился из-за пандемии коронавируса | Не проводился из-за пандемии коронавируса |
| 2019 | Мария Хосе Мартинес Санчес Сара Соррибес Тормо | Хеорхина Гарсия Перес Оксана Калашникова        | 7-5 6-1                                   |                                           |
| 2018 | Анна Блинкова Йоана Ралука Олару               | Хеорхина Гарсия Перес Фанни Штоллар             | 6-4 6-4                                   |                                           |
| 2017 | Тимея Бабош (3) Андреа Главачкова (2)          | Марина Заневская Нина Стоянович                 | 2-6 6-3 [10-5]                            |                                           |
| 2016 | Ксения Кнолль Александра Крунич                | Татьяна Мария Ралука Олару                      | 6-3 6-0                                   |                                           |
| 2015 | Тимея Бабош (2) Кристина Младенович            | Марина Заневская Лаура Зигемунд                 | 6-1 7-6(5)                                |                                           |
| 2014 | Гарбинье Мугуруса Ромина Опранди               | Марина Заневская Катажина Питер                 | 4-6 6-2 [11-9]                            |                                           |
| 2013 | Тимея Бабош Мэнди Минелла                      | Петра Мартич Кристина Младенович                | 6-3 6-1                                   |                                           |
| 2012 | Александра Панова Петра Цетковская             | Ирина-Камелия Бегу Александра Каданцу           | 3-6 7-6(5) [11-9]                         |                                           |
| 2011 | Рената Ворачова Андреа Главачкова              | Нина Братчикова Сандра Клеменшиц                | 6-3 6-4                                   |                                           |
| 2010 | Ивета Бенешова Анабель Медина Гарригес         | Рената Ворачова Луция Градецкая                 | 6-3 6-1                                   |                                           |
| 2009 | Алиса Клейбанова Екатерина Макарова            | Сорана Кырстя Мария Кириленко                   | 6-3 2-6 [10-8]                            |                                           |
| 2008 | Сорана Кырстя Анастасия Павлюченкова           | Алиса Клейбанова Екатерина Макарова             | 6-2 6-2                                   |                                           |
| 2007 | Ваня Кинг Саня Мирза                           | Анастасия Родионова Андрея Эхритт-Ванк          | 6-1 6-2                                   |                                           |
| 2006 | Чжэн Цзе Янь Цзы                               | Бетани Маттек Эшли Харклроуд                    | 6-1 6-3                                   |                                           |
| 2005 | Эмили Луа (2) Барбора Стрыцова                 | Лурдес Домингес Лино Нурия Льягостера Вивес     | 3-6 7-6(5) 7-5                            |                                           |
| 2004 | Марион Бартоли Эмили Луа                       | Элс Калленс Катарина Среботник                  | 6-4 6-2                                   |                                           |
| 2003 | Хисела Дулко Мария Эмилия Салерни              | Генриета Надьова Елена Татаркова                | 6-3 6-4                                   |                                           |
| 2002 | Патриция Вартуш Петра Мандула                  | Хисела Дулко Кончита Мартинес Гранадос          | 6-2 6-1                                   |                                           |
| 2001 | Любомира Бачева Оса Свенссон                   | Мария Эмилия Салерни Мария Хосе Мартинес Санчес | 6-3 6-7(4) 6-1                            |                                           |